# نسيج شحمي
النسيج الدهني أو النسيج الشحمي (بالإنجليزية:adipose tissue) في التشريح يتكون من نَسيج قليل التماسك من الخلايا الدهنية. ويلعب دورًا أساسيًا في تخزين الطاقة على شكل دهون، كما تعزل الأعضاء الداخلية للجسم. وهو مكون تقريباً من 80% من الدهون؛ والدهون بشكل منفرد توجد في الكبد والعضلات. النسيج الدهني ينتج من اللأرومة الشحمية. تتمثل الوظيفة الرئيسية للنسيج الدهني في تخزين الطاقة على هيئة دهون.البدانة لا تعتمد على الزيادة في الوزن ولكنها تعتمد على زيادة النسيج الدهني في الجسم.
تتحد الليبيدات المركبة مع مواد أخرى مثل الفوسفوليبدات التي تحتوي في تركيبها على الفسفور والنيتروجين، والتي توجد في أنسجة الخلايا العصبية، وهناك أيضا البروتينات الدهنية وهي دهون تتحد بالبروتينات وتوجد في أنوية الخلايا وفي بعض جدرانها، كذلك تعتبر الستيرويدات من الليبيدات المركبة، وهي تنتج في الكبد وتقوم بوظائف خاصة في الجسم، وبعضها مثل الستيرولات يعمل كهرمونات تنظم مختلف أنواع الأنشطة في الجسم.
تعتبر الدهون مخزن للطاقة، بالأضافة الي عملها كدرع وعازل للجسم وماصة للصدمات، وحافظة لحرارة الجسم. السمنة أو زيادة الوزن في البشر ومعظم الحيوانات لا تعتمد على وزن الجسم ولكن على كمية الدهون الموجودة في الجسم، وبالتحديد أكثر على الأنسجة الدهنية.

## الأنواع
- الأنسجة الدهنية البيضاء والتي يرمز لها بالرمز(WAT).
- الأنسجه الدهنية البنية (والتي يرمز لها بالرمز (BAT).

## الميزات التشريحية

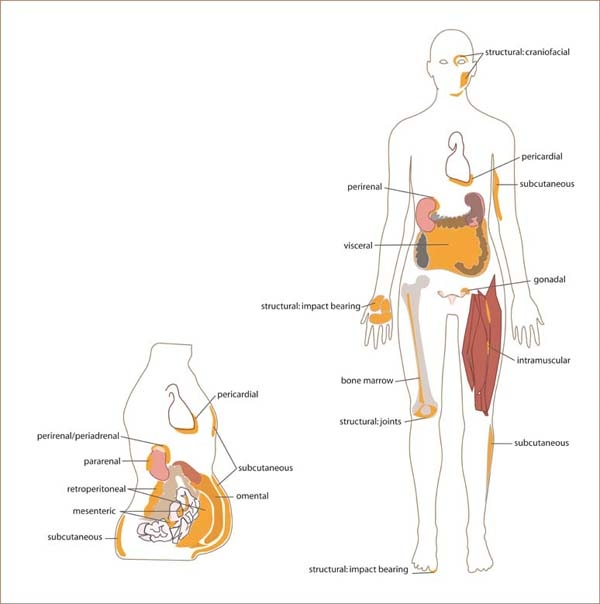
توزيع الدهون البيضاء في جسم الإنسان

توجد الأنسجة الدهنية في البشر تحت الجلد، كما توجد حول الاعضاء الداخلية وتسمى [بالدهون الحشويه]، وفي نخاع العظم وتسمى ب (نخاع العظم الأصفر)، ونسيج الثدي. تم العثور على الأنسجة الدهنية في مواقع محددة، والتي يشار إليها بوصفها 'المستودعات الدهنية '. وتحتوي هذه الأنسجة الدهنية على العديد من أنواع الخلايا، ويستحوذ نوع الخلايا الشحمية (Adipocytes) أعلى نسبة، التي تتكون من القطرات الدهنية، ويشتمل النسيج الدهني على أنواع خلايا أخرى الخلايا الليفية، الخلايا الضامة، والخلايا البطانية. وتحتوي الأنسجة الدهنية على العديد من الأوعية الدموية الصغيرة. وفي النظام الغلافي الذي يشمل الجلد، تتراكم هذه الأوعية في أعمق مستوي أي في (الطبقة تحت الجلد) ويكون لها دور في توفير العزل عن الحرارة والبرودة. وتوفر الأنسجة الدهنية حماية مبطنة حول الاجهزة. ومع ذلك، تكمن وظيفتها الرئيسية في أن تكون احتياطي للدهون، والتي يمكن حرقها لتلبية احتياجات الطاقة في الجسم. وتمتاز هذه المستودعات الدهنية في أجزاء مختلفة من الجسم بملامح حيوية مختلفة.

### الفئران

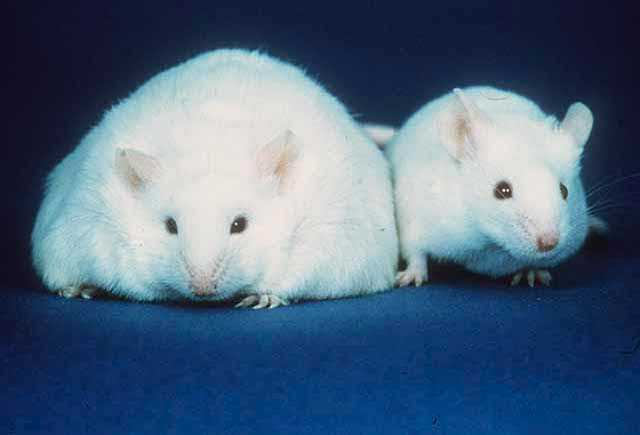
يحتوي الفأر البدين على اليسار على مخازن كبيرة من الأنسجة الدهنية. إنه غير قادر على إنتاج هرمون اللبتين. هذا يتسبب في جوع الفأر وتناول المزيد من الطعام، مما يؤدي إلى السمنة. للمقارنة، يظهر الماوس بكمية طبيعية من الأنسجة الدهنية على اليمين.

بالنسبة للفئران يوجد لديها ثمانية مستودعات دهنيه رئيسية، أربعة منها داخل تجويف البطن هي: مستودعات تجاور الغدد التناسلية مرفقة إلى الرحم والمبايض في الإناث والبربخ والخصية في الذكور، وخلف الصفاق تم العثور على مستودعات على طول الجدار الظهري من البطن، المحيطة بالكلى، وعندما تكون ضخمة فهي تمتد إلى الحوض. والمستودع المساريقي الذي يشبه شبكة صمغية وتدعم الأمعاء، والمستودع الثربي الذي يبدأ بالقرب من المعدة والطحال وعندما يتضخم، يمتد في محيط البطن. تتضمن المستودعات الثأربية (omental) والمستودعات المساريقي على حد سواء الكثير من الأنسجة الليمفاوية كالغدد الليمفاوية والبقع الحليبية، على التوالي. وهناك ما يسمى بالمستودعات السطحية وهما أثنين: المستودعات الأقران الأربية، والتي توجد في الجزء الأمامي إلى الجزء العلوي من الأطراف الخلفية (تحت الجلد), ومستودعات تحت الكتف، والمخاليط الإنسية المكونة من النسيج الدهني البني المجاور لمناطق الأنسجة الدهنية البيضاء، والتي توجد تحت الجلد بين القمم الظهرية للكتف. وغالبا تغطى هذه الطبقة من النسيج الدهني البني في هذا المستودع ب «صقيع» من الأنسجة الدهنية البيضاء، وأحيانا هذين النوعين من الدهون (البني والأبيض) من الصعب التمييز بينهم. وتحتوي المستودعات الأربية علي مجموعة من الغدد الليمفاوية. وتشمل المستودعات الصغرى التاموري، التي تحيط بالقلب، والمستودعات المأبضية المقترنة، بين العضلات الرئيسية خلف الركبتين، كل منها يحتوي على عقدة ليمفاوية واحدة كبيرة. ومستودعات الغدد التناسلية هي الأكبر والأكثر سهولة من حيث التشريح بالنسبة لباقي المستودعات الموجودة في الفأر، حيث انها تضم حوالي 30 ٪ من الدهون القابلة للتشريح.

### بدانة
في شخص يعاني من السمنة الشديدة، يشار إلي الأنسجة الدهنية الزائدة الهابطة من البطن على أنها السبلة (panniculus أو pannus). وتعقد السبلة عملية جراحة البدانة المفرطة. وقد تبقى السبلة بمثابة «مريلة للجلد» إذا كان شخص يعاني من السمنة يفقد كميات كبيرة من الدهون بسرعة شديدة (هذه نتيجة شائعة عقب العمليات الجراحية في المعدة). لا يمكن أن يتم تصحيح هذه الحالة بطريقة فعالة من خلال اتباع نظام غذائي وممارسة التمارين الرياضية فقط، لأن يتكون السبلة من الخلايا الشحمية وغيرها من أنواع الخلايا الداعمة التي تقلصت إلى الحد الأدنى من حجمها وقطرها. جراحة إعادة البناء هو أسلوب واحد من العلاج.

### دهون البطن

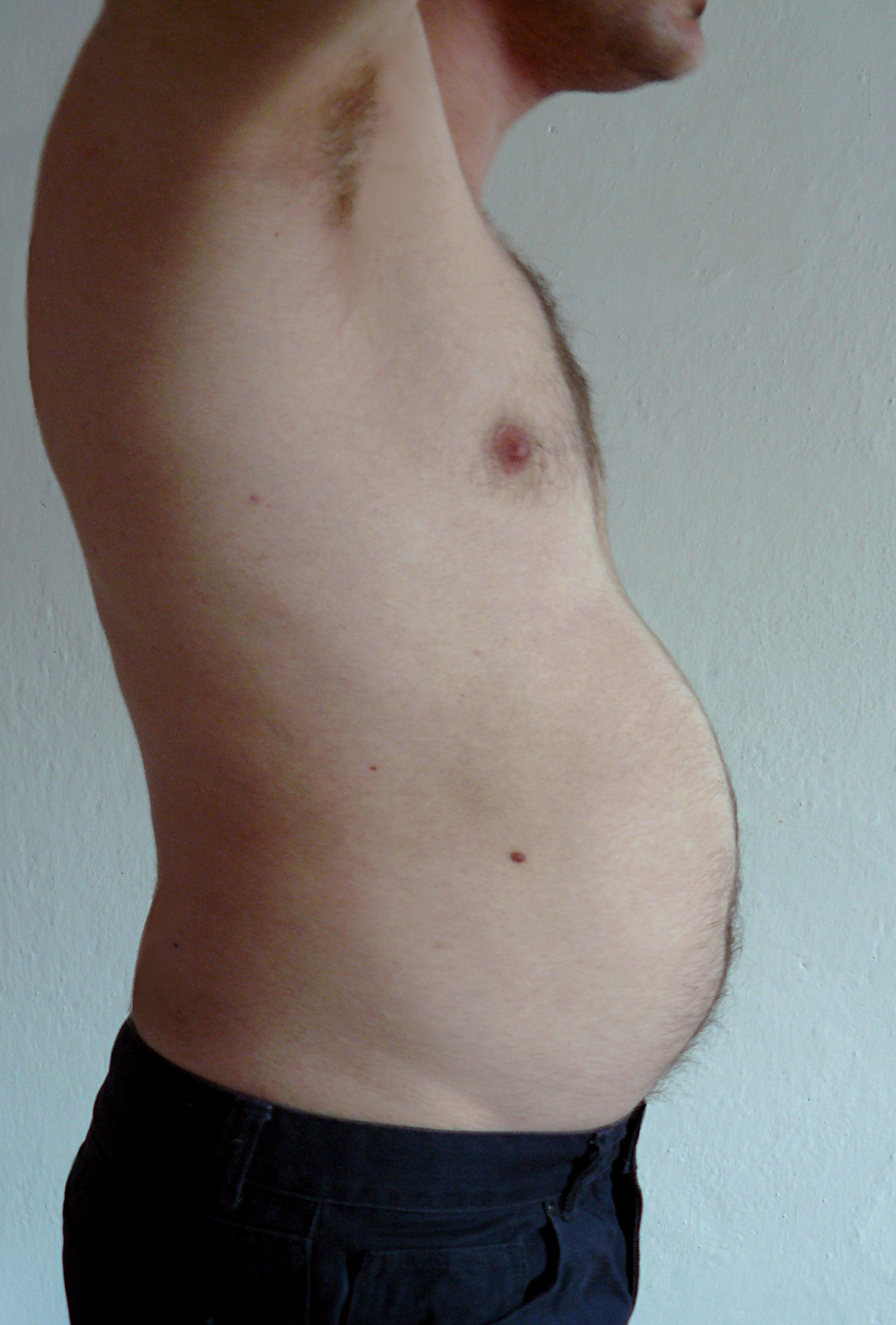
سمنة البطن عند الرجال («بطن البيرة»)

الدهون الحشوية أو دهون البطن المعروفة أيضا باسم الدهون الداخلية في منطقه البطن، تقع داخل تجويف البطن، وهي منحصره بين بعض الاعضاء ك (المعدة والكبد والامعاء والكلى وغيرها). وتختلف الدهون الحشوية عن الدهون تحت الجلد، والدهون العضلية المتخللة في عضلات الهيكل العظمي. الدهون في الجزء الأسفل من الجسم، كما هو الحال في الفخذين والأرداف، تكون دهون تحت الجلد (subcutaneous)، في حين أن الدهون في البطن والأمعاء في معظم الأحيان تكون دهون حشوية. {1 وتتكون الدهون الحشوية من العديد من المستودعات الدهنية من بينها المستودع المساريقية، الأنسجة الدهنية البيضاء البربخية (EWAT) ومستودعات المنطقة المحيطة بالكلي.
الدهون الحشوية المفرطة معروفة، بالسمنة الزائدة الوسطى، أو «الدهون في البطن»، الذي يبرز البطن بشكل مفرط. هناك علاقة قوية بين البدانة وأمرض القلب وأمراض الأوعية الدموية المركزية.
يرتبط أيضا ب ( زيادة الدهون الحشوية بمرض السكري، مرض مقاومة الأنسولين، الأمراض الالتهابية، وغيرها من الأمراض المرتبطة بالسمنة ).
ويؤدي هرمون الجنس الأنثوي إلى تخزين الدهون في الأرداف والفخذين والوركين عند النساء. والرجال أكثر عرضة لتخزين الدهون في البطن بسبب خلافات هرمون الجنس. عندما تصل المرأة سن اليأس وتنخفض نسبة الاستروجين التي ينتجها المبيض، تهاجر الدهون من الأرداف والوركين والفخذين الي وسطهم وفي وقت لاحق يتم تخزين الدهون في البطن.
ممارسة التمارين بطريقة مكثفة يقلل من فعالية مجموع الدهون في منطقة البطن. بما لا يقل عن 10 (X (METs في عدد ساعات التمارين الهوائية في الأسبوع هي الكمية المطلوبة للتخلص من الدهون الزائده في البطن.

### الدهون تحت الجلد

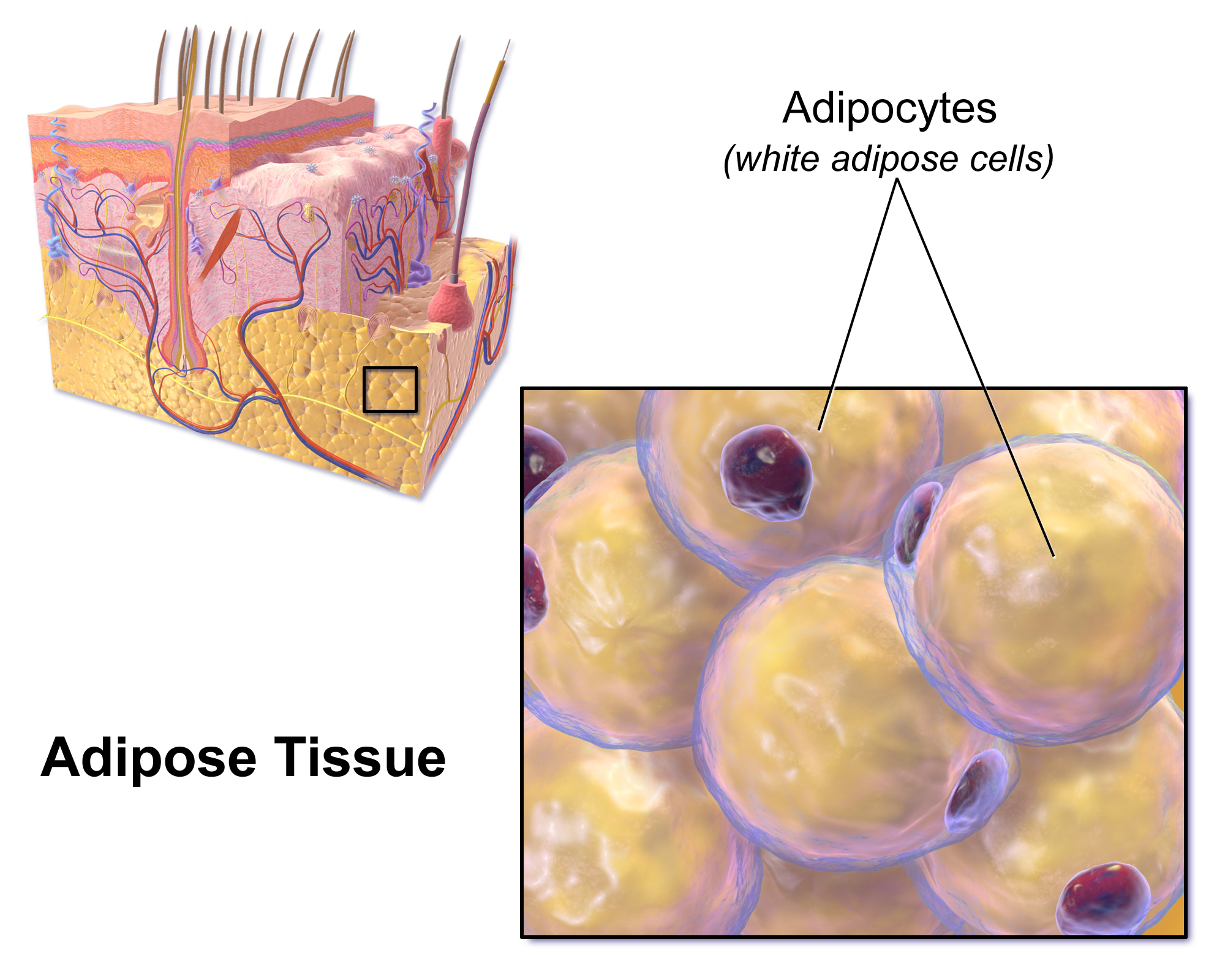
تشريح دقيق للدهون تحت الجلد

ما تبقى من الدهون الغير الحشوية تم العثور عليها أسفل الجلد في منطقة تسمى (اللحمة) hypodermis. لا يرتبط هذا الدهن تحت الجلد بكثير من الأمراض المرتبطة بالسمنة الكلاسيكية، مثل أمراض القلب والسرطان، والسكتة الدماغية، وحتى ان هناك بعض الأدلة على أنه قد يكون كواقي من هذه الأمراض. نمط توزيع الدهون في جسم الإناث يكون حول الوركين والفخذين والأرداف وعادة يتكون من الدهون تحت الجلد، وبالتالي يشكل مخاطر صحية أقل مقارنة بالدهون الحشوية.
و مثل غيرها من أجهزة الدهون، الدهون تحت الجلد هو الجزء النشط من نظام الغدد الصماء، وتقوم بإفراز هرمونات ليبتين (Leptin) وريسيستين (resistin).

## التأثير الفيسيولوجي
تتحرر الأحماض الدهنية الحرة من البروتين الدهني بواسطة إنزيم البروتين الدهني (LPL)، التي تدخل الخلية الشحمية والتي تتجمع داخل الخلية الشحمية عن طريق تجميعها بواسطة رابطات استر الكيمائية على الجليسرين لتكون الدهون الثلاثية. وتحتوي الأنسجة الدهنية لدى الإنسان على حوالي 87 ٪ دهون.
في البشر، ويتم التحكم في عملية تكسير الدهون من خلال السيطرة المتوازنة للدهون عن طريق المستقبلات B الأدرينالية وA2A - الأدرينالية التي لها تأثير مضاد لتكسير الدهون.
لا يتم التخلص من الدهون عندما يكون هناك فائض من السعرات الحرارية المتاحة ولا يتم تخزينها بشكل سلبي حتى يحين وقت احتياجها، بل يجري تخزينها والإفراج عنها من الأنسجة الدهنية باستمرار.
التخزين في الأنسجة الدهنية يحفز بواسطة الأنسولين، وارتفاع نسبة السكر في الدم يحفز افراز الأنسولين.
الخلايا الدهنية لها دورا فسيولوجيا هاما في الحفاظ على الدهون الثلاثية ومستويات الأحماض الدهنية الحرة، فضلا عن تحديد مقاومة الانسولين. الدهون في منطقة البطن لديها أيض شخصي مختلف، حيث أنها عرضة أكثر للحث على مقاومة الانسولين. وهذا ما يفسر إلى حد كبير لماذا السمنة المركزية هي علامة على ضعف تحمل الجلوكوز وعامل خطر مستقل لأمراض القلب والأوعية الدموية (حتى في حالة عدم وجود مرض السكري وارتفاع ضغط الدم. دراسات علي القرود الإناث في جامعة ويك فوريست (2009) اكتشفت أن الأشخاص الذين يعانون من ارتفاع الضغط يعانون من ارتفاع مستويات الدهون الحشوية في أجسامهم. وهذا يشير إلى وجود صلة بين السبب والأثر المحتمل بين الاثنين، والتأكيد فيها على تعزيز تراكم الدهون الحشوية، وهذا بدوره يؤدي إلى تغيرات في التمثيل الغذائي والهرموني الذي يساهم في أمراض القلب ومشاكل صحية أخرى.
التكنولوجيا الحيوية في الآونة الأخيرة سمحت بحصاد الخلايا الجذعية الموجودة بالأنسجة الدهنية في البالغين، مما يسمح للتحفيز إعادة نمو الأنسجة باستخدام خلايا المريض نفسه. وبالإضافة إلى ذلك، ذكر أن الخلايا الجذعية المستمدة من كل من الإنسان والحيوان ويمكن برمجتها بكفاءة لتتحول الي خلايا جذعية المحفزة دون الحاجة إلى الخلايا المغذية. استخدام خلايا المريض نفسه، يقلل من فرصة رفض الأنسجة والابتعاد عن القضايا الأخلاقية المرتبطة باستخدام الخلايا الجذعية الجنينية.
الأنسجة الدهنية هي أكبر مصدر طرفي للاروماتيز في كل من الذكور والإناث التي تسهم في إنتاج استراديول.
الهرمونات المشتقة من الأنسجة الدهنية تشمل ما يلي:
- اديبونيكتين
- ريسيستين
- منشط البلازمينوجين المانع (بي أي آي - 1)
- TNFα
- انترليوكن - 6
- اللبتين
- استراديول (E2)

الأنسجة الدهنية تفرز أيضا نوع من السيتوكينات (بروتينات إشارة بين الخلايا) تعرف بالأديبوكينز adipokine (adipocytokines) التي تلعب دورا في المضاعفات المصاحبة للسمنة.

### الدهون البنية

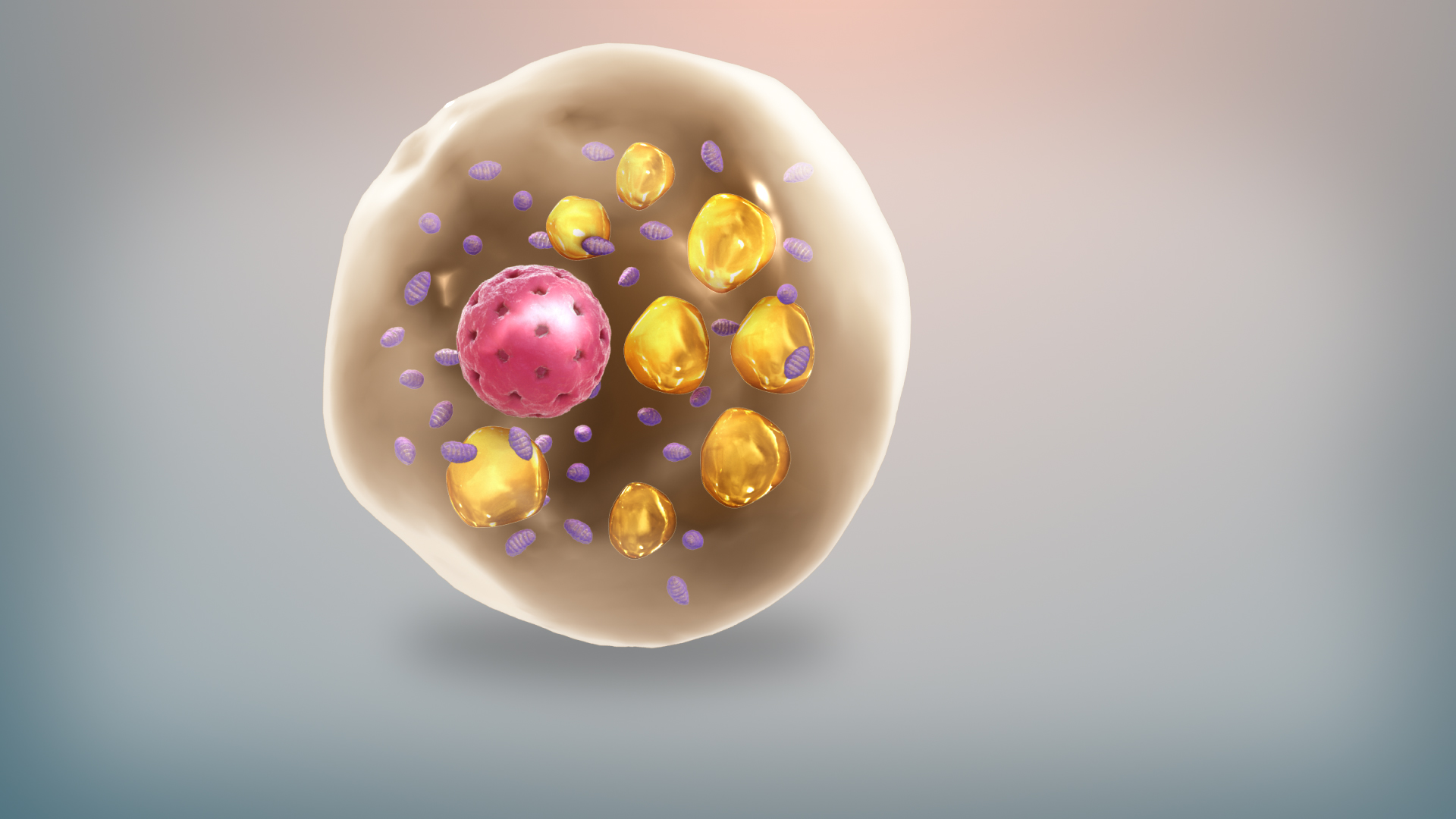
خلية دهنية بنية

الأنسجة الدهنية البنية أو الدهون البنية هي نموذج متخصص من الأنسجة الدهنية في البشر، ومعظم القوارض والثدييات الصغيرة، وبعض الحيوانات السبات، وهي تقع بشكل أساسي حول الرقبة والأوعية الدموية الواسعة المتواجدة في القفص الصدري. ويمكن لهذه الأنسجة المتخصصة توليد الحرارة بواسطة «فك تقارن» سلسلة الفسفرة المؤكسدة من الجهاز التنفسي داخل الميتوكوندريا. عملية«فك التقارن» تعني أنه عندما تعبر البروتونات في اتجاه التدرج الكهروكيميائي عبر الغشاء الداخلي للميتوكوندريا، يتم تحرير الطاقة من هذه العملية في شكل حرارة بدلا من استخدامها لتوليد ATP. قد تكون هذه العملية حيوية في حديثي الولادة المعرضين للبرد، الذين يحتاجون إلى عملية الثيرموغينيسيس للتدفئة، كما أنهم غير قادرين على الأرتجاف، أو اتخاذ إجراءات أخرى لإبقاء أنفسهم دافئين.
محاولات لمحاكاة هذه العملية عن طريق العقاقير حتى الآن لم تنجح (و قد تكون قاتلة). تقنيات لتخليق «الشحوم البنية» يمكن أن تصبح آلية كعلاج لفقدان الوزن في المستقبل، وتشجيع نمو الأنسجة مع هذا الأيض المتخصص دون حث الأعضاء الأخرى.
حتى وقت قريب، كان يعتقد أن الأنسجة الدهنية البنية كانت محدودة في المقام الأول للأطفال الرضع في البشر، ولكن الآن هناك دلائل جديدة أسقطت هذا المعتقد. تم التقرير عن أنسجة ذات أيضية نشطة تجاه الحرارة بردود فعل مماثلة الأنسجة الدهنية البنية لأول مرة في الرقبة والجذع في بعض كبار الإنسان في عام 2007، وتم التحقق لاحق تشريحيا في نفس المناطق التشريحية من وجود الأنسجة الدهنية البنية في البالغين في نفس المكان.

### الوراثيات
نظرية «الجين المقتصد» (وتسمى أيضا نظرية المجاعة) تنص على أن بعض أجزاء الجسم تكون أكثر كفاءة في الإبقاء على الدهون في أوقات كثيرة، وتمنح بالتالي مقاومة أكبر للجوع في أوقات ندرة الغذاء. وفقدت هذه النظرية مصداقيتها من قبل علماء الأنثروبولوجيا المادية، الفيسيولجين، ومقدم الاقتراح الأصلي للفكرة نفسها.
و في عام 1995 اكتشف جيفري فريدمان، في إقامته في جامعة روكفلر، البروتين الذي يفتقره الفأر وراثيا الذي يعاني من السمنة المفرطة—هو بروتين ليبتين. ينتج اللبتين في الأنسجة الدهنية البيضاء ويبعث إشارات إلى المهاد. عند انخفاض مستويات اللبتين، يفسر الجسم ذلك بأنه فقدان الطاقة، ويزيد من الجوع. الفئران التي تفتقر إلى هذا البروتين يأكلون حتى يصبحون أربعة أضعاف الحجم الطبيعي من الفئران.
ومع ذلك يلعب اللبتين دورا مختلفا في النظام الغذائي الناجم عن السمنة في القوارض والبشر. لأن الخلايا الشحمية تنتج اللبتين، ومستويات اللبتين مرتفعة في السمنة. ومع ذلك، يستمر الجوع، وعندما تكون مستويات اللبتين منخفضة بسبب فقدان الوزن، يزيد الجوع. انخفاض مستوى الليبتين ينظر اليه كإشارة تجويع، وارتفاعه يتبين كإشارة تخمة. ارتفاع مستوى الليبتين في البدانة معروف بمقاومة الليبتين. التغييرات التي تحدث في منطقة ما تحت المهاد إلتي تؤدى مقاومة اللبتين في السمنة، هي موضع التركيز في مجال بحوث السمنة في الوقت الراهن.
العيوب الجينية في جين الليبتين (ob) نادرة في سمنة الإنسان. اعتبارا من تموز / يوليو، عام 2010، تم التعرف على أربعة عشر فرد فقط بخمس عائلات في جميع أنحاء العالم الذين يحملون الجينات المتحولة (ob) (الذي كان أول سبب يحدد سبب السمنة الوراثية لدى البشر) - عائلتين من أصل باكستاني يعيشون في المملكة المتحدة، وعائلة تعيش في تركيا، وواحدة في مصر، وواحدة في النمسا، ثم أسرتين اثنين آخرتين وجدوا يحملون (ob)متحول. تم تعريف آخرون علي أنهم وراثيا ناقصين جزئيا في اللبتين، وهؤلاء الأفراد، يمكن التنبؤ بالسمنة على المستويات المنخفضة من نهاية العادي.
و تم التعرف أبضا على العديد من التحولات الجينية في الميلانوكورتينز (المستخدمة في الدماغ كإشارة مرتبطة بالشهية)، وتم أيضا تحديد مستقبلاتهم، كسبب للسمنة في الجزء الأكبر من السكان مقارنة بتحولات الليبتين.
في عام 2007، عزل الباحثين الجين الدهني، والذي افترض هؤلاء الباحثون أنه يجعل الحيوانات هزيلة خلال أوقات الوفرة. في تلك الدراسة، تم ربط زيادة نشاط الجينات الدهنية بجعل الحيوانات أقل حجما. على الرغم من أن أطلق عليه المكتشفون اسم الجين الدهني، فهو ليس مسؤول عن خلق الأنسجة الدهنية.

### الخواص الفيزيائية
الأنسجة الدهنية لديها كثافة ~ 0.9 جم / مل [0.9 كغ] / لتر. وهكذا، الشخص الذي لديه الكثير من الأنسجة الدهنية سوف يطفو بسهولة أكثر، من شخص لديه الكثير من الأنسجة العضلية، لأن كثافة الأنسجة العضلية 1.06 جم / مل [1.06 كغ] / لتر.

## الدور الثقافي والاجتماعي
يمكن للأنسجة الدهنية الزائدة في الإنسان أن تؤدي إلى مشاكل صحية. لمناقشة أهمية المواضيع الجمالية والطبية لشكل الجسم، أنظر اتباع النظام غذائي والسمنة.

## مقياس الدهون في الجسم
مقياس الدهون في الجسم هو أداة متاحة على نطاق واسع تستخدم لقياس نسبة الدهون في جسم الإنسان. تستخدم أجهزة القياس المختلفة طرقًا مختلفة لتحديد نسبة الدهون في الجسم إلى الوزن. يميلون إلى قراءة نسبة الدهون في الجسم.
على عكس الأدوات السريرية ، يستخدم نوع واحد غير مكلف نسبيًا من أجهزة قياس نسبة الدهون في الجسم مبدأ تحليل المعاوقة الكهربائية الحيوية (BIA) من أجل تحديد نسبة الدهون في الجسم. ولتحقيق ذلك ، يمرر العداد تيارًا كهربائيًا صغيرًا غير ضار عبر الجسم ويقيس المقاومة، ثم يستخدم معلومات عن وزن الشخص وطوله وعمره وجنسه لحساب قيمة تقريبية لنسبة الدهون في الجسم. يقيس الحساب الحجم الإجمالي للماء في الجسم (تحتوي الأنسجة الخالية من الدهون والعضلات على نسبة ماء أعلى من الدهون)، ويقدر نسبة الدهون بناءً على هذه المعلومات. يمكن أن تتقلب النتيجة عدة نقاط مئوية اعتمادًا على ما تم تناوله وكمية المياه التي تم شربها قبل التحليل. قبل تطوير آلات تحليل المعاوقة الكهربائية الحيوية، كان هناك العديد من الطرق المختلفة في تحليل تكوين الجسم مثل طرق ثني الجلد باستخدام الفرجار، والوزن تحت الماء، وتخطيط تحجم إزاحة الهواء بالكامل (ADP) وDXA .

### متر الدهون في الجسم
متر الدهون في الجسم، هي أداة تستخدم على نطاق واسع لقياس نسبة الدهون في جسم الإنسان. أمتار مختلفة تستخدم أساليب مختلفة لتحديد نسبة الدهون لوزن الجسم. وعادة يكون نتيجة القياس تحت التقدير الفعلى.
وعلى النقيض من الأدوات السريرية، يوجد نوع واحد من متر الدهون في الجسم غير مكلف نسبيا، يستخدم مبدأ (BIA) تحليل المعاوقة الكهربائية البيولوجية، لتحديد نسبة الدهون لدى الفرد. ولتحقيق ذلك، المقياس يمرر تيار كهربائي صغير غير مؤذي خلال الجسم، ويقيس المقاومة، ثم يستخدم المعلومات عن وزن وطول وعمر، وجنس الشخص، لحساب قيمة تقريبية لنسبة الدهون لجسم الشخص. هذه المحاسبة تقيس الحجم الكلي للمياه في الجسم (الأنسجة الهزيلة والعضلات تحتوي على نسبة أعلى من المياه مقارنة بالدهون)، وتقدر نسبة الدهون استنادا إلى هذه المعلومات. ويمكن للنتيجة أن تختلف بنسب متعددة، اعتمادا على ما قد أكله وإلى أي مدى قد استهلك المياه قبل التحليل.

## دراسات على الحيوانات
داخل الأنسجة الدهنية (الدهنية) للفئران التي تعاني من نقص CCR2، هناك عدد متزايد من الحمضات، وتفعيل بديل أكبر للبلاعم، وميل نحو التعبير الخلوي من النوع 2. علاوة على ذلك، تم المبالغة في هذا التأثير عندما أصبحت الفئران بدينة بسبب اتباع نظام غذائي عالي الدهون.

## صور إضافية

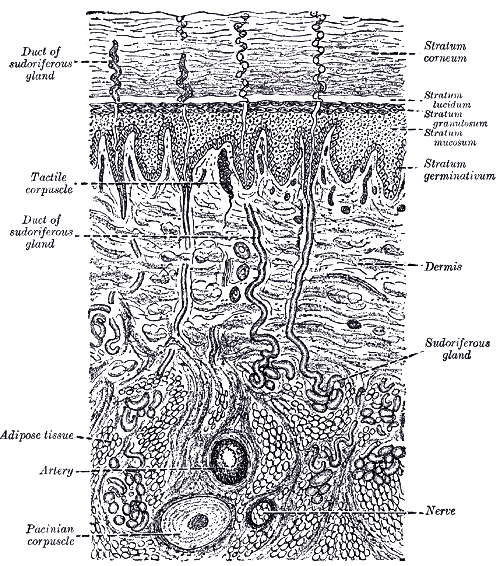
عرض مقطعي تخطيطي للجلد (مكبرة).
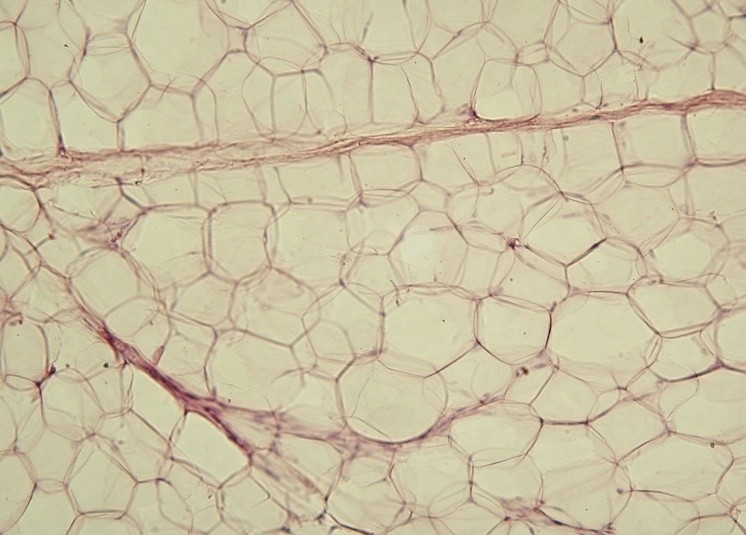
الأنسجة الدهنية البيضاء في قسم البارافين
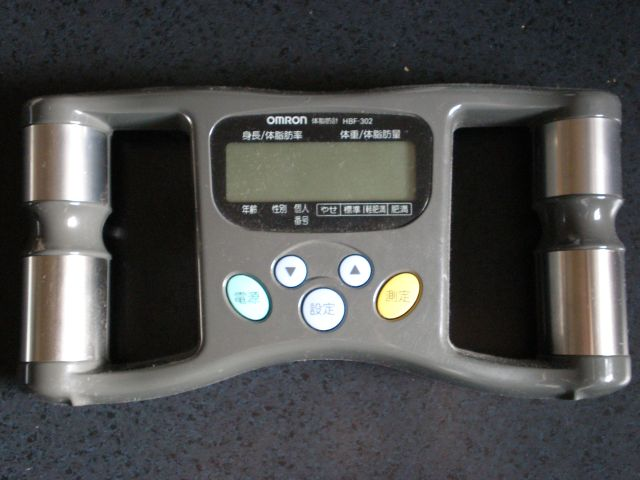
أداة إلكترونية لمقياس دهون الجسم

## وصلات خارجية
- ن.ف.م.ط A10.165.114